# Droga wojewódzka 589
Die Droga wojewódzka 589 (DW589) ist eine vier Kilometer lange Droga wojewódzka (Woiwodschaftsstraße) in der Woiwodschaft Kujawien-Pommern in Polen. Die Strecke im Powiat Toruński verläuft nördlich der Stadt Toruń (deutsch Thorn). Sie verbindet die Landesstraße DK91 mit der DW551.
Die Straße zweigt in Chełmża (Culmsee) von der DW551 ab und verläuft in südlicher Richtung. Innerorts führt sie den Namen ‚ulica Toruńska‘. Etwa 300 Meter hinter dem Ort Grzywna (Griffen) erreicht die DW589 die Landesstraße DK91.

## Streckenverlauf
Woiwodschaft Kujawien-Pommern, Powiat Toruński
-  Chełmża (Culmsee, DW551)
-  Grzywna (Griffen)
-  Grzywna (DK91)